# میدان گازی رام
میدان گازی رام (به انگلیسی: Rhum Gas Field)، یک میدان گازی فراساحل مشترک بین نروژ و بریتانیا است که در ۴۰۰ کیلومتری شهر ابردین در آب‌های ساحلی اسکاتلند در دریای شمال قرار دارد.
قرارداد اکتشاف این میدان در سال ۱۹۷۳ منعقد شد در سال ۱۹۶۰ به کشف میدان انجامید ولی به دلیل مشکلات فنی پیچیده استخراج گاز از این میدان، استخراج آن تا سال ۲۰۰۶ به طول انجامید. (مشکلات فنی و طبیعی بسیاری از جمله فشار زیاد گاز)
کارشناسان بی‌پی معتقدند این میدان ۱۳۵ میلیون بشکه نفت خام و ۸۰۰ بیلیون فوت مکعب گاز طبیعی را در خود جای داده‌است. بنابر آمار دیگری، این میدان توانایی تولید ۱۹۰ میلیون فوت مکعب گاز در روز را دارد که می‌تواند ۵ درصد از نیاز روزانه انگلستان را تأمین کند.
بنابر قراردادی که در هنگام زمامداری محمدرضا پهلوی بین کشورهای ایران و بریتانیا بسته شد، درآمد حاصل از بهره‌برداری گاز طبیعی این میدان به صورت ۵۰ درصد سهم شرکت ملی نفت ایران و ۵۰ درصد بریتیش پترولیوم سهم‌بندی شده‌است. سود حاصل از فروش گاز این میدان برای ایران در حدود روزی یک میلیون دلار برآورد می‌شود.

## اعمال تحریم و رفع آن
عملیات استخراج مشترک از این میدان از نوامبر ۲۰۱۰ و در پی تصویب تحریم‌های تصویبی اتحادیه اروپا علیه صنایع نفت و گاز ایران تا اکتبر ۲۰۱۴ متوقف شده بود. از همان زمان، دولت بریتانیا که دریافت گاز این میدان را برای کشورش حیاتی ارزیابی کرده بود، به دنبال راهکاری جهت مستثنی شدن استخراج گاز از این میدان از بندهای تحریم‌های اعمالی بود. در نهایت در دسامبر ۲۰۱۲ معاهده‌ای در جلسه کشورهای عضو اتحادیه اروپا تصویب شد که به موجب آن، فعالیت بر روی این میدان از مفاد تحریم‌های یک جانبه علیه ایران معاف شد. پس از آغاز برداشت از این میدان در دسامبر ۲۰۱۲، دولت بریتانیا این میدان را تحت یک طرح مدیریتی موقت قرار داد که به موجب آن سهم ایران از درآمدهای حاصل از فروش گاز آن تا زمان لغو تحریم‌ها، در حسابی جداگانه بلوکه می‌شود. با وجود برداشته شدن تحریم در دسامبر ۲۰۱۲ اما راه‌اندازی دوباره آن نزدیک به دو سال طول کشید، مشکلات فنی یکی از مهمترین علت‌های به تعویق افتادن بهره‌برداری مجدد از میدان رام عنوان شد.
آمریکا در ۱۰ اکتبر ۲۰۱۸ به شرکت بریتیش پترولیوم و سریتا انرژی مجوز جدیدی برای ادامه فعالیت میدان گازی دریای شمال داد. این مورد یکی از معافیت‌های نادری است که دولت ترامپ در آستان اجرایی شدن تحریم‌های نفتی ایران اعطا کرده‌است.
«سریکا انرژی» در سال ۲۰۱۸ در قراردادی به ارزش ۴۰۰ میلیون دلار سهام سه میدان نفت و گاز را از شرکت بریتیش پترولیوم و سایر شرکا خریداری کرد.
سریکا انرژی در بیانیه‌ای اعلام کرد این تمدید معافیت به شرکت سریکا اجازه می‌دهد که فرایند انتقال مالکیت سهام بریتیش پترولیوم در میدان‌های گازی رام، بروس و کیت به شرکت سریتا تکمیل شود. این مجوز جدید مشروط به ایجاد حسابی است که تمامی عایدی از این میدان تا زمانی که تحریم‌ها پابرجاست در آن واریز شود. سریتا اعلام کرده‌است این مجوز تا ۳۱ اکتبر ۲۰۱۹ معتبر است و ممکن است به محض درخواست دوباره تمدید شود.
در جریان مذاکرات میان بریتانیا و ایران که شهریور سال ۱۳۹۴ میان کاردار بریتانیا در تهران و معاون وزارت نفت برگزار شد، مقام‌های بریتانیایی تعهد کرده بودند که سهم ایران از میدان مشترک گازی رام را بعد از لغو تحریم‌ها بپردازد. در شهریور ۱۳۹۵ علی کاردر، معاون وزیر نفت ایران و مدیرعامل شرکت ملی نفت گفت که بریتانیا «پول حاصل از مشارکت ایران در بهره‌برداری میدان گازی رام را به حساب شرکت نفت واریز کرده، اما فعلاً این پول قابل برداشت نیست.»